# Catus
Catus – miejscowość i gmina we Francji, w regionie Oksytania, w departamencie Lot.
Według danych na rok 1990 gminę zamieszkiwało 807 osób, a gęstość zaludnienia wynosiła 38 osób/km² (wśród 3020 gmin regionu Midi-Pireneje Catus plasuje się na 407. miejscu pod względem liczby ludności, natomiast pod względem powierzchni na miejscu 521.).